# Amorphophallus calabaricus
Amorphophallus calabaricus är en kallaväxtart som beskrevs av Nicholas Edward Brown. Amorphophallus calabaricus ingår i släktet Amorphophallus och familjen kallaväxter.

## Underarter
Arten delas in i följande underarter:
- A. c. calabaricus
- A. c. mayoi